# Крепость Джаваншира
Крепость Джаваншира (азерб. Cavanşir qalası) — оборонительная крепость VI — VII вв., расположенная в 4 км к северу от деревни Талыстан и 7 км от города Исмаиллы, на правом берегу реки Агджачай. Крепость названа в честь князя Кавказской Албании из династии Михранидов Джаваншира. Предполагается, что крепость использовалась как административный центр.

## История
Крепость была построена в виде неравномерного многоугольника из извести и речных камней. Площадь комплекса составляет около 1,5 — 2 гектара. Крепость состоит из двух частей: внутренняя — Ичгала и внешняя части. Внутренняя часть — Ичгала — находится в северной части крепости и расположена на высокой точке горы. Большая часть стен Ичгалы в руинах, однако в некоторых местах сохранился фундамент. Толщина южной стены основной части крепости составляет 2 метра, а её высота — более 10 метров. Западные стены были полностью разрушены оползнями. Оборонительное сооружение включает в себя 6 цилиндрических башен, высота которых достигает 8 метров. Башни были построены для укрепления стен замка. В верхней части стены находились мерлоны на расстоянии около 0,5 метра друг от друга.
Вход в крепость был только с южной стороны. Ширина ворот составляла 2,5 метра.
Предполагается, что от этого оборонительного оплота шла подземная дорога, вырытая от крепости до расположенной в 7 километрах Девичьей башни, расположенной в Исмаиллы.
Точная схема его была впервые составлена профессором, доктором географических наук, Рамазаном Тарвердиевым в 1963 году.